# Nicholas Haussegger
Pour les articles homonymes, voir Haussegger.
Nicholas Haussegger (1729 - juillet 1786) était originaire de Berne, en Suisse. Il est arrivé dans les colonies britanniques d'Amérique du Nord vers 1744 en tant qu'officier subalterne dans l'armée britannique pendant la guerre française et indienne. Après la guerre, il achète une ferme dans le comté de Lebanon en Pennsylvanie et devient un leader de la communauté allemande locale de Pennsylvanie. Au début de la guerre d'Indépendance américaine, Haussegger rejoint le 4e bataillon de Pennsylvanie en tant qu'officier de campagne. Le 17 juillet 1776, il est placé à la tête du bataillon allemand, une unité composée d'Allemands de Pennsylvanie et du Maryland. Il dirige son bataillon à Trenton à la fin du mois de décembre 1776. Une semaine plus tard, il est fait prisonnier à Assunpink Creek et fait l'objet d'une enquête sur des allégations de désertion et de tentative de persuasion des prisonniers de guerre américains de rejoindre l'armée britannique. Des preuves suffisamment crédibles pour le traduire en justice ne se sont apparemment jamais matérialisées, mais il s'est senti "négligé et traité de manière préjudiciable" à la suite de cet incident et a fini par démissionner de son poste en 1781. On pense qu'il est mort dans sa ferme en Pennsylvanie en 1786, mais on a également affirmé à l'époque qu'il était parti au Canada avec sa femme,.

## La guerre des Français et des Indiens
En 1756, Haussegger est sergent dans le régiment suisse Struler, qui est à la solde de la république des Sept Provinces-Unies des Pays-Bas (Provinces-Unies). Cette année-là, Jacques Marcus Prevost l'enrôle, ainsi que 48 autres personnes, dans le 60e régiment d'infanterie britannique (60th Foot), le Royal Americans, qui vient d'être créé. Pendant la guerre française et indienne, il participe à l'expédition Forbes en 1758 et est promu lieutenant. Lorsque la guerre de Pontiac éclate, il marche avec la colonne d'Henry Bouquet pour récupérer les captifs indiens en 1764.
Après la guerre, Haussegger s'installe à Lebanon, en Pennsylvanie, pour y élever sa famille. Propriétaire d'une maison et tenancier d'une taverne, il participe à la vie de la communauté en devenant membre de l'association des pompiers et gendarme. Il épouse Cathrin Elizabeth Guth le 10 juin 1758, et le couple a trois filles, Catherina (née en 1760), Elizabeth, et Sara, née le 2 novembre 1761 à Heidelberg, dans le comté de Lebanon en Pennsylvanie et décédée le 19 octobre 1826 à Jonestown, dans le comté de Lebanon en Pennsylvanieref name=Pinnick/>. Sara a épousé Daniel Weidel le 12 avril 1779 dans le comté de Lebanon en Pennsylvanie, et ensemble ils ont eu 11 enfants.

## Guerre révolutionnaire américaine

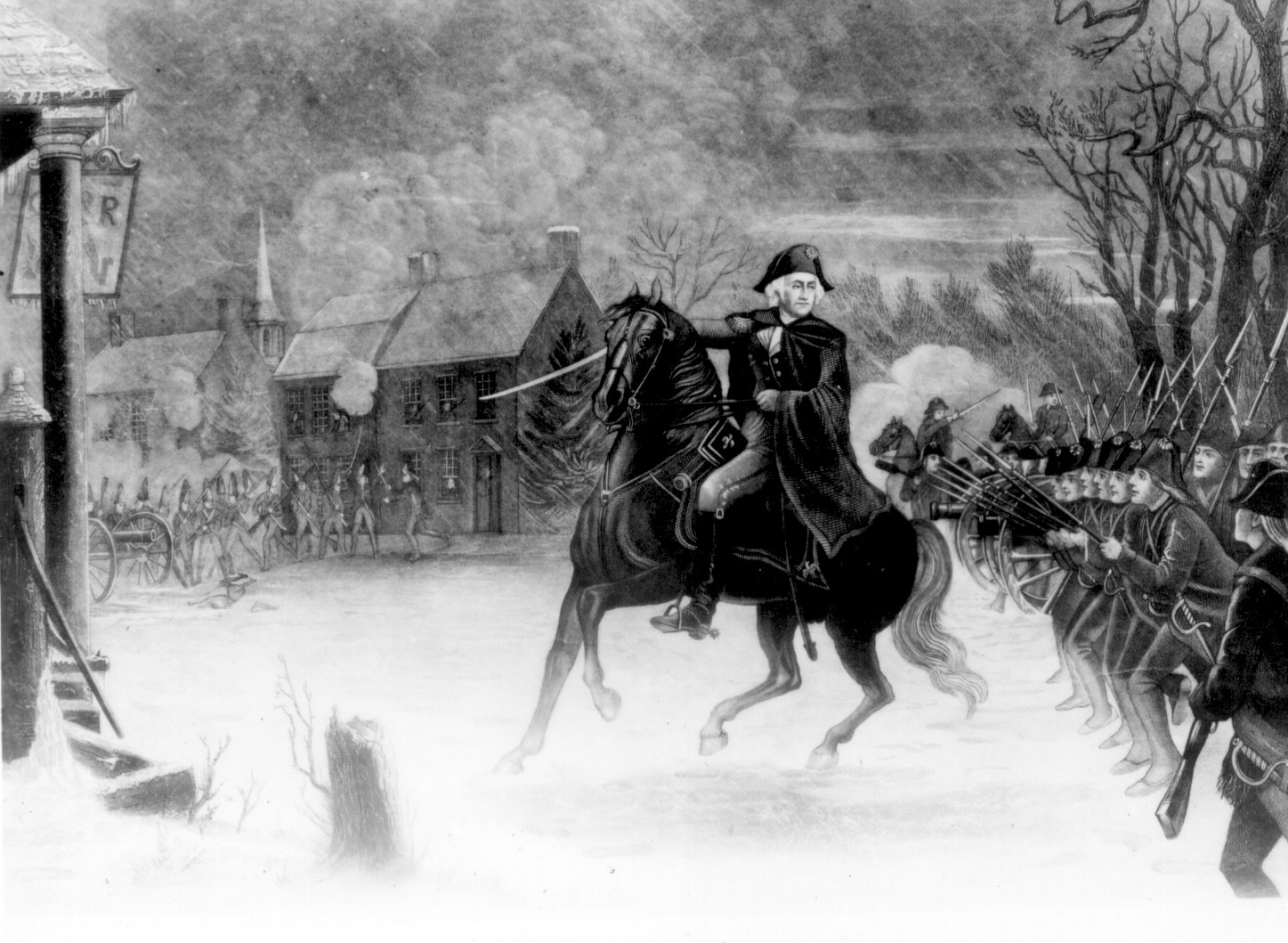
Haussegger a dirigé avec brio le bataillon allemand lors de la bataille de Trenton. Washington dirige ses troupes.

Au début de la guerre d'Indépendance américaine, l'un de ses voisins, John Philip De Haas, devient commandant du 1er bataillon de Pennsylvanie. Haussegger s'engage dans l'armée continentale et devient major du 4e bataillon de Pennsylvanie le 4 janvier 1776. Entre-temps, le 25 mai, le Congrès continental commence à recruter le bataillon allemand parmi les Allemands ethniques de Pennsylvanie et du Maryland. Plus tard, Haussegger est nommé colonel commandant, tandis que les Marylandais George Stricker et Ludowick Weltner deviennent respectivement lieutenant-colonel et major. Sa commission date du 17 juillet 1776, mais il n'apprend sa nomination qu'en août, alors qu'il fait campagne dans le nord, et ne prend le commandement de son bataillon qu'en octobre.
Le bataillon allemand se rassemble à Philadelphie, en Pennsylvanie, entre le 6 juillet et le 25 septembre 1776. L'unité était composée de cinq compagnies de l'est de la Pennsylvanie et de deux compagnies des comtés de Frederick et de Baltimore dans le Maryland. Le 23 septembre, le bataillon est affecté à l'armée principale de George Washington.
Haussegger dirige son bataillon de 374 hommes lors de la bataille de Trenton, le 26 décembre 1776, où ses hommes servent dans la brigade de Matthias Alexis Roche de Fermoy. L'autre unité de la brigade était le 1er régiment continental sous les ordres d'Edward Hand. Pendant l'engagement, George Washington déploya la brigade à l'est pour empêcher les Hessois de s'échapper vers Princeton, dans le New Jersey. Lorsque le commandant hessois Johann Rall tenta de s'échapper vers le nord, la brigade de Fermoy se déplaça rapidement plus à l'est pour bloquer la poussée. Vers la fin du combat, les hommes de Haussegger appelèrent les Hessois en allemand à déposer leurs armes et à se rendre. Peu après, les Hessois s'exécutent.

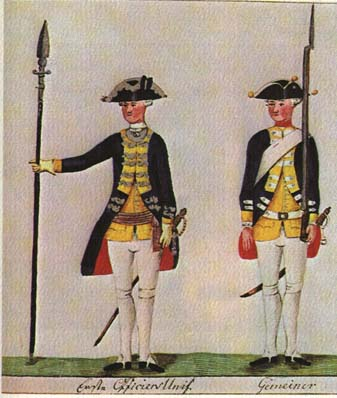
Un officier hessois (à gauche) et un soldat hessois (à droite)

Le 31 décembre 1776, Washington apprend qu'une force britannique sous les ordres de Lord Charles Cornwallis se rassemble à Princeton, dans le New Jersey. Le commandant de l'armée américaine envoie 1 000 hommes et six canons pour retarder leur approche. Les Virginiens de Charles Scott, les Pennsylvaniens de Hand, les Allemands de Haussegger et les artilleurs de Thomas Forrest prennent position derrière Shipetaukin Creek, alors appelé "Eight Mile Run". Lorsque le 1er bataillon d'infanterie légère britannique et deux compagnies de Jägers hessois apparaissent à l'aube du 1er janvier 1777, les défenseurs ouvrent le feu. L'infanterie légère est repoussée jusqu'à ce que des bataillons de grenadiers hessois et britanniques soient engagés dans la lutte, après quoi les Américains se retirent. Un témoin oculaire hessois, Johann von Ewald, rapporte que les deux armées ont perdu ensemble 140 hommes et que les Britanniques en ont perdu le plus grand nombre. Ewald admet que sa propre compagnie a perdu sept hommes. Le jour de l'An, le rôle d'appel du bataillon allemand fait état de 410 hommes présents pour le service.
Le 2 janvier, la bataille d'Assunpink Creek commence pour de bon. Peu après que la colonne de Cornwallis ait repris son avance, un tirailleur américain abat un cavalier britannique et près de Lawrenceville (alors appelé Maidenhead), un jäger hessois monté subit le même sort. Les Américains se déploient dans les bois derrière Little Shabbakunk Creek, alors connue sous le nom de "Five Mile Run". C'est alors que Fermoy, alcoolique, s'éloigne au galop vers Trenton, laissant ses troupes se débrouiller seules. Hand prend le commandement de la force et tend une embuscade à l'avant-garde britannique, obligeant Cornwallis à déployer sa colonne et à pilonner les bois avec ses canons. Une tentative de tourner le flanc droit de Hand est bloquée lorsqu'une grande force d'Américains apparaît le long d'Assunpink Creek à l'est. Lorsque les Britanniques avancent, ils constatent que les hommes de Hand se sont repliés sur une autre position à Stockton Hollow. Les fusiliers de Hand prennent position sur la gauche, les hommes de Scott sur la droite et les canons de Forrest au centre. La position du bataillon allemand n'est pas précisée. Peu avant 17 heures, une forte pression obligea Hand à ordonner la retraite. Alors que les Américains se replient à travers Trenton jusqu'aux gués inférieurs et au pont traversant Assunpink Creek, la retraite devient désordonnée. Le gros des troupes réussit à se replier derrière la crique où il repoussa ensuite plusieurs attaques britanniques et hessoises au prix de lourdes pertes.
Au cours de la retraite, Haussegger est capturé avec un certain nombre de ses soldats près des gués inférieurs. Selon un second récit, le 1er janvier, il insiste pour faire entrer son bataillon dans Princeton. Le major Weltner s'y oppose fermement et, lorsque le colonel et dix hommes poursuivent leur route vers la ville, ils sont faits prisonniers. Alors qu'il se trouvait à New York, d'autres prisonniers, dont Ethan Allen et Alexander Graydon, ont rapporté que Haussegger leur avait dit que la cause américaine était finie. Il leur a suggéré de demander pardon et de faire la paix avec les Britanniques. Haussegger se vante d'avoir dîné avec le général hessois Leopold Philip von Heister.
Après avoir été libéré sur parole par les Britanniques, Haussegger parvient à convaincre Robert Morris qu'il est un patriote. Néanmoins, Washington donne des instructions à son commissaire aux libérations conditionnelles, John Beatty, pour que Haussegger ne soit pas échangé en raison de la manière suspecte dont il a été capturé.

## L'après-capture et sa mort
Haussegger se retire dans sa maison du comté de Lancaster, en Pennsylvanie, où Washington le fait surveiller. Le 19 mars 1777, il est rayé des listes de l'armée pour avoir "rejoint l'ennemi". En 1778, son canton le considère comme un "Tory" et lui refuse une licence de taverne. Le major britannique John André est en contact avec lui en 1779 et il est possible qu'il ait également communiqué avec Joseph Brant. Le 1er février 1781, Haussegger écrit une lettre au général Washington dans laquelle il démissionne de son poste, comme suit :
"Monsieur,
Les principes du présent concours ont été si totalement modifiés par rapport à ce qu'ils étaient lorsque j'ai accepté pour la première fois une commission sous votre commandement, et j'ai moi-même été tellement négligé et traité de manière injurieuse par ceux au service desquels je me trouvais, que je ne peux plus être cohérent avec l'honnête homme, et en toute justice pour moi-même, le conserver plus longtemps.
J'ai donc pris la liberté de joindre ma commission de colonel (celle de major ayant été perdue depuis longtemps), ainsi que ma démission définitive, que votre Excellence rendra acceptable pour le Congrès. Avec tout le respect que je vous dois, je suis le très obéissant et humble serviteur de votre Excellence.
Nicks Haussegger
D'autres éléments indiquent qu'il a pu aider William Rankin, un loyaliste et un espion. L'historien Mark M. Boatner III a affirmé qu'il était un "renégat" (turncoat), mais d'autres ont tenté de réfuter cette affirmation. Quoi qu'il en soit, Haussegger a été déclaré traître après avoir démissionné, et ses biens ont été vendus en janvier 1782. L'année suivante, il demande l'aide de Frederick Haldimand, le gouverneur britannique du Québec.
Il meurt en juillet 1786et sa femme demande au gouvernement britannique d'être payée pour les services rendus par son défunt mari à la couronne. Ses gendres Daniel Weidel et Nicholas Krehl, qui ont tous deux servi honorablement pendant la guerre, adressent une pétition à l'Assemblée générale en 1787, demandant une terre de prime pour leur service et citant la perte des terres de leurs ancêtres à cause de la trahison d'Haussegger.